# Chrysochlamys macrophylla
Chrysochlamys macrophylla là một loài thực vật có hoa trong họ Bứa. Loài này được Pax mô tả khoa học đầu tiên năm 1909.